# Zeta Reticuli
Zeta Reticuli (ζ Ret / ζ Reticuli) è un sistema stellare binario localizzato a 39,2 anni luce dalla Terra. Si trova nella costellazione australe del Reticolo, ed è composto da due stelle simili al Sole di quinta magnitudine e separate visualmente tra loro da 310 secondi d'arco.

## Osservazione
Si tratta di una stella situata nell'emisfero celeste australe. La sua posizione è fortemente australe e ciò comporta che la stella sia osservabile prevalentemente dall'emisfero sud, dove si presenta circumpolare anche da gran parte delle regioni temperate; dall'emisfero nord la sua visibilità è invece limitata alle regioni temperate inferiori e alla fascia tropicale. Essendo di quinta magnitudine è al limite della visibilità ad occhio nudo, pertanto per essere osservata senza l'ausilio di strumenti occorre un cielo limpido e possibilmente senza Luna.
Il periodo più propizio per la sua osservazione nel cielo serale ricade nei mesi compresi fra novembre e aprile, ossia in coincidenza della stagione estiva australe.

## Un sistema binario di nane gialle
All'inizio si pensava che fossero parte della popolazione di stelle nane dell'alone della Via Lattea (Popolazione II), tuttavia studi più recenti suggeriscono che le due stelle sono considerate stelle provenienti dal disco galattico e più giovani di quanto pensato in precedenza, con un'età stimata da 1,5 a 3 miliardi di anni. Nonostante la cinematica suggerisca che la popolazione di cui fanno parte le due stelle del sistema sia molto antica, altri studi sull'attività cromosferica sembrano dimostrare che in realtà le due stelle sono relativamente giovani, con un'età stimata attorno ai 2 miliardi di anni.
Appartengono all'associazione stellare di ζ Herculis ed entrambe le stelle possiedono moti propri e distanze simili, che confermano di essere un ampio sistema binario. Le stelle si trovano distanti l'una dall'altra circa 3750 UA, e ruotano attorno al comune centro di massa in un periodo di oltre 170.000 anni.
ζ1 Reticuli e ζ2 Reticuli sono entrambe stelle nane gialle della sequenza principale, molto simili al Sole. Non sono stati individuati pianeti giganti in orbita stretta attorno alle due stelle, rendendo possibile la presenza di mondi simili alla terra, con qualche piccola variazione di massa e composizione.
La metallicità di queste stelle è pari al 60% di quella del Sole. Secondo le teorie cosmogoniche vigenti, pianeti ferrosi, di dimensioni simili alla Terra sono meno probabili attorno a stelle con minore contenuto di metalli, ma lo sviluppo di pianeti giganti gassosi, come Giove oppure Saturno, non è impedito dalla bassa metallicità.
ζ1 Reticuli è una nana gialla di tipo spettrale G4V lievemente meno massiccia e luminosa rispetto al Sole; la massa e il raggio della stella sono rispettivamente il 96% e il 92% di quelli della nostra stella.
ζ2 Reticuli, anch'essa una nana gialla, ha sia luminosità che massa molto simili a quelle del Sole ed è di tipo spettrale G0V. Nel 2010 osservazioni all'infrarosso hanno permesso di scoprire attorno a questa componente un disco circumstellare centrato attorno a 100 UA dalla stella, avente una temperatura di circa 30-40 K e paragonabile alla fascia di Kuiper del sistema solare.
Nel 1978 si sospettò che la stella avesse un compagno stellare, ma meno di un anno più tardi questa ipotesi venne scartata e la causa della precedente segnalazione venne attribuita ad un artefatto del telescopio.

Il 20 settembre 1996 venne annunciata la scoperta di un pianeta gioviano caldo in orbita stretta attorno alla stella, a 0,14 UA da essa e con una massa pari a circa il 27% di quella di Giove. Tuttavia la scoperta venne presto smentita dal momento che si dimostrò che il segnale era causato da pulsazioni proprie della stella.

## Zeta Reticuli nella fantascienza
Gli eventi dei film di fantascienza/horror Alien e Aliens sono per la maggior parte ambientati su una luna immaginaria nota come LV-426, in orbita attorno al gigante gassoso ζ2 Reticuli IV, quarto pianeta del sistema di ζ2. Nel prequel di Alien, Prometheus, diretto da Ridley Scott, il nome del pianeta intorno al quale ruota la luna è stato cambiato in Calpamos ed inoltre viene menzionata un'altra luna denominata LV-223.
Nella serie televisiva Space: Above and Beyond il sistema stellare  madre dei Chigs è Zeta Reticuli e la loro ubicazione è il corpo celeste 2063F (pianeta natale dei Chigs), inoltre nei sistemi delle due stelle esistono altri tre mondi abitati.
Tra gli antagonisti del manga DanDaDan, i serpiani sono alieni provenienti dal fittizio pianeta Serpo, locato nel sistema di Zeta Reticuli, che giungono sulla Terra per rubare gli organi genitali agli umani così da non dover ricorre più alla clonazione (i serpiani sono tutti maschi e non hanno mezzi per riprodursi).

## Zeta Reticuli nell'ufologia
Secondo alcune teorie del complotto sugli UFO Zeta Reticuli sarebbe il luogo di origine degli alieni chiamati «grigi».